# Saison 15 de Navarro
Chronologie
Saison 14 Saison 16
Cet article présente la liste des différents épisodes de la quinzième saison de la série télévisée Navarro.

## Distribution[1]
- Roger Hanin (Antoine Navarro)
- Emmanuelle Boidron (Yolande Navarro)
- Maurice Vaudaux (Commissaire divisionnaire Waltz)
- Jacques Martial (Bain-Marie)
- Catherine Allegret (Ginou)
- Daniel Rialet (Inspecteur Joseph Blomet)
- Christian Rauth (Inspecteur René Auquelin)
- Marie Fugain (Carole Maudiard)
- Filip Nikolic (Boldec)
- Anthony Dupray (Paoli)
- Jean-Claude Caron (Borelli)

## Épisodes

### Épisode 1
Noémie Develay (Geneviève Legoff)

Isabelle Leprince (Roulia)

Marine Jolivet (Isabelle Legoff)

Stéphane Jobert (Miklos)

Gunilla Karlzen (Marion)

Bernard Larmande (Carlo)

André Valardy (Holbein)

### Épisode 2
Étienne Chicot (Hassengat)

Myriam Mézières (Solange Dunois)

Catherine Allégret (Ginou)

Daniel Rialet (Blomet)

Jean-Jacques Moreau (Dunois)

### Épisode 3
Claire Pérot (Julie)

Yann Babilée (monsieur Victor)

Jean-Marie Mistral (Martin)

Bernard Larmande (Carlo)

Filip Nikolic (Boldec)

Isabelle Petit-Jacques (madame Gilon)

### Épisode 4
Emmanuelle Boidron (Yolande)

Hicham Nazzal (Djalel)

Anne-Sophie Morillon (Azina)

Arno Chevrier (Ali)

Marie Fugain (Carole Maudiard)

### Épisode 5
Marie Fugain (Carole)

Sylvie Granotier (Marie-Hélène Gauthier)

### Épisode 6
Laurent Schilling (Yannick)

Svetlana Sizova (Nadja Dragane)

Mirza Halilovic (Zoltan Dragane)

### Épisode 7
Florent Bigot de Nesle (Roman Gastrati)

Erwan Creignou (Valach Gastrati)

Marie Fugain (Carole Maudiard)

Claude Duneton (Denis Béraud)

Pierre Martot (Berthier)